# Legend (serie televisiva)
Legend è una serie televisiva statunitense andata in onda nel 1995 sul canale UPN. È stata trasmessa dal 18 aprile al 22 agosto 1995.
Nonostante gli apprezzamenti della critica è stata cancellata dopo soli 12 episodi a causa dei bassi ascolti.